# Прерушени шпијуни
Прерушени шпијуни (енгл. Spies in Disguise) амерички је рачунарски-анимирани шпијунско-хумористички филм из 2019. године, издавачке куће Blue Sky Studios и дистрибутера 20th Century Studios. Слабо базиран на анимирано краткометражном филму Голуб: Немогуће Лукаса Мартела, филм су режирали Трој Квејн и Ник Бруно (у свом дугометражном режисерском дебију) из сценарија Бреда Коупленда и Лојда Тејлора и приче Синди Дејвис. Гласове су позајмили Вил Смит и Том Холанд, заједно са глумцима у споредним улогама као што су Рашида Џоунс, Бен Менделсон, Риба Макентајер, Рејчел Броснахен, Карен Гилан, DJ Khaled и Маси Ока. Заплет прати тајног агента (Смит) коог је интелигентни млади научник (Холанд) случајно трансформисао у голуба; њих двоје морају заједно да зауставе кибернетичког терористу који тражи освету и врате агента у његов људски облик.
Премијера филма била је 4. децембра 2019. године у Ел-Капитан театру и 25. децембра 2019. године је биоскопски изашао. Зарадио је 181 милиона долара и добио генерално позитиван пријем критичара. са похвалама за анимацију, музику, хумор и вокалне перформансе (посебно Смит и Холанд).
У Србији је премијера филма била 26. децембра 2019. године. Дистрибуцију је радио MegaCom Film и синхронизацију Moby.

## Заплет
Супершпијун Ленс Стерлинг (Вил Смит) и научник Волтер Бекет (Том Холанд) су потпуне супротности. Ленс је префињен, љубазан, углађен. Волтер... није. Али он тај недостатак социјалних вештина надокнађује својом генијалношћу и иновацијама, стварајући сјајне геџете које Ленс користи у његовим епским мисијама. Али када се деси неочекивани обрт, Волтер и Ленс изненада долазе у ситуацију да морају да се ослоне један на другог на потпуно нови начин. Уколико овај чудан тандемне научи да функционише као тим, цео свет ће бити у опасности. 

## Улоге
| Улога             | Оригинални глас  | Српски глас         |
| ----------------- | ---------------- | ------------------- |
| Ленс Стерлинг     | Вил Смит         | Марко Марковић      |
| Волтер Бекет      | Том Холанд       | Василије Првуловић  |
| мали Волтер Бекет | Џерет Бруно      | Љуба Станковић      |
| Марси Капел       | Рашида Џоунс     | Миомира Драгићевић  |
| Килиан            | Бен Менделсон    | Павле Јеринић       |
| Џој Џенкинс       | Риба Макентајер  | Андријана Виденовић |
| Венди Бекет       | Рејчел Броснахен | Драгана Мићаловић   |
| Окана             | Карен Гилан      | Сара Јо             |
| Слушко            |                  | Младен Совиљ        |
| Кацу Кимура       | Маси Ока         | Ненад Хераковић     |
| Џералдина         | Карла Хименз     | Даница Тодоровић    |

## Спољешње везе
- Званични веб-сајт
- Прерушени шпијуни на веб-сајту  (језик: енглески)
- Прерушени шпијуни на веб-сајту  (језик: енглески)
- Прерушени шпијуни на веб-сајту  (језик: енглески)